# Generaloberarzt
Der Generaloberarzt war im deutschen Heer der Kaiserzeit der Leiter des Sanitätswesens im Bereich einer Division im Rang eines Oberstleutnants. Er entspricht dem Oberfeldarzt der Reichswehr und der Bundeswehr.
Bis 1898 war der Dienstgrad nur für den Kriegsfall vorgesehen, dann wurde er Teil des stehenden Heeres. Er unterstand dem Divisionskommandeur und dem Korpsarzt.
Neben den Divisionsärzten waren noch je ein Generaloberarzt bei den Medizinalabteilungen des Preußischen Kriegsministeriums und beim Reichsmarineamt etatmäßig eingestellt.
In der Kaiserlichen Marine hatte der Generaloberarzt den Rang Fregattenkapitän.
Der Dienstgrad ist nicht zu verwechseln mit dem um 1910/11 eingeführten Obergeneralarzt: Dieser stand im Rang eines Generalmajors.
Beispiele für Generaloberärzte des Heeres:
- Heinrich Bonhoff
- Kurt von Bültzingslöwen
- Eduard Pfuhl
- Hermann Schmidt
- Wilhelm Schultzen

Beispiele für Marine-Generaloberärzte:
- Willy Boehm
- Paul Bonte
- Theodor Hansen
- Viktor Praefcke
- Otto Buchinger

Beispiele für Generaloberärzte im Kriegsministerium:
- Heinrich Hetsch
- Otto von Schjerning